# Thuyền Để
Chòm sao Thuyền Để 船底, (tiếng La Tinh: Carina) là một trong 88 chòm sao hiện đại. Nhiều thế kỉ trước đây, nó thuộc chòm sao cổ đại Thuyền Argo. Vào năm 1763, nhà thiên văn Nicolas Louis de Lacaille đã chia chòm sao cổ đại này thành ba chòm sao: chòm sao Thuyền Phàm, Thuyền Vĩ và Thuyền Để .

## Thiên thể
Các thiên thể đáng quan tâm
- Sao khổng lồ vàng Canopus, sao sáng thứ hai trên bầu trời đêm sau Sirius
- Tinh vân hành tinh η Car
- Cụm sao cầu mở NGC 3532
- Cụm sao cầu mở NGC 2602
- Tinh vân Thuyền Để chứa Eta Carinae, Trumpler 14 và 16